# NGC 5210
NGC 5210 este o liner situată în constelația Fecioara. A fost descoperită în 13 aprilie 1784 de către William Herschel. Se află la o distanță de 100,16 megaparseci de Pământ.